# Alexis Damour

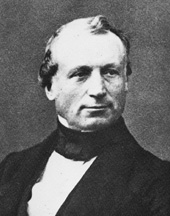

Augustin Alexis Damour, född 19 juli 1808 i Paris, död där 22 september 1902, var en fransk mineralog.
Damour tjänstgjorde fram till 1854 i franska utrikesdepartementet och ägnade sig senare som privatforskare åt mineralogin. Förutom ett flertal arbeten om nyupptäckta mineraler undersökte Damour vattenhaltiga silikat och kunde visa på vattnets betydelse som konstitutionsvatten.